# Mayas (banda)
Mayas (del aimara: maya ‘uno’), es una agrupación folclórica de Bolivia, formada en la ciudad de La Paz que interpretan todo estilo de géneros musicales autóctonos como la saya, el huayño, la cueca, el tinku o el trote. 
Han realizado giras de conciertos dentro y fuera de Bolivia, compartiendo escenario con otros artistas de diferentes géneros musicales como el llamado Metal sinfónico gótico. Uno de sus mayores éxitos fue el tema "Con que derecho" estrenado en 2009 en el género de la morenada y reinterpretado posteriormente por distintos grupos y solistas.

## Integrantes
- Ladislao Belén Cayo
- David Quispe Cruz
- Alberto Arostegui
- Sergio Hidalgo Soria
- Víctor Luna
- Limberth R.Casazola Hidalgo

## Discografía
- DAME LA BOTELLA Saya Depto.Folk.Bolivia
- LOCO LOQUITO Huayño Octavio Cordero
- EL FORASTERO Depto.Folk.Bolivia
- A TI Cueca Ladislao Belén
- MI GUITARRA Y YO Kaluyo Depto.Folk.Bolivia
- MAMBO DE MACHAGUAY Saya Luis Abanto Morales
- SAN JUAN Tinku Martha León
- CAMPESINO Trote D.R.
- INSIDIA Aire de Huayño Antonio Misericordia
- FLOR DE VIOLETA